# Бердихівська сільська рада
Бердихівська сільська рада — колишній орган місцевого самоврядування у Яворівському районі Львівської області. Адміністративний центр — село Бердихів.

## Загальні відомості
Бердихівська сільська рада утворена в 1940 році. Водоймища на території, підпорядкованій даній раді: річка Гноєнець.

## Населені пункти
Сільській раді були підпорядковані населені пункти:
- с. Бердихів
- с. Молошковичі
- с. Підлуби

## Склад ради
Рада складалася з 18 депутатів та голови.

### Керівний склад попередніх скликань
| ПІБ                     | Основні відомості                                                 | Дата обрання | Дата звільнення |
| ----------------------- | ----------------------------------------------------------------- | ------------ | --------------- |
| Макаревич Іван Іванович | Сільський голова, 1959 року народження, освіта вища               | 26.03.2006   | 31.10.2010      |
| Макаревич Іван Іванович | Сільський голова, 1959 року народження, освіта вища, безпартійний | 31.10.2010   |                 |

Примітка: таблиця складена за даними джерела